# Josef František Munclingr
Josef František Munclingr (13. září 1888 Nítkovice – 31. října 1954 Mariánské Lázně) byl český operní pěvec (basbarytonista) a režisér.

## Životopis
Mládí prožil v Polsku, kde ho po smrti rodičů vychovával strýc František Munclingr, člen divadelního orchestru ve Lvově. Po absolvování gymnázia pokračoval ve studiu na filosofické fakultě lvovské univerzity a současně i na konzervatoři (zpěv, housle a skladba). Zpěv studoval u Sołtyse, Niewiadomského, Dianniho a Lapéra.
V roce 1911 byl angažován Národní operou ve Varšavě, hostoval ale i v Krakově, Berlíně, Cáchách, Paříži, Budapešti a dalších evropských městech. V roce 1912 poprvé pohostinsky účinkoval v pražském Národním divadle. V sezóně 1913/1914 byl členem operního souboru polského divadla v Poznani. Zároveň studoval historii umění, psal pro činohru a kabaret, působil jako novinář a karikaturista, zajímal se o operní režii.
V roce 1921 se vrátil z Polska do Československa a působil jako zpěvák a režisér na scénách Slovenského národního divadla v Bratislavě a v Košicích . V roce 1923 byl režisérem známé bratislavské premiéry Janáčkovy Káti Kabanové.
Po úspěšném hostování ve Vídni v roce 1925 podepsal smlouvu s vídeňskou Státní operou, dal ale přednost nabídce Otakara Ostrčila a přijal angažmá v pražském Národním divadle, kde jako zpěvák a režisér působil od 1. září 1925 do 31. prosince 1951.
Vytvořil na 160 rolí a desítky režijních inscenací, spolupracoval zejména s Otakarem Ostrčilem, Zdeňkem Chalabalou a Milanem Zunou. Ve své režijní práci jako první uplatnil některé technické novinky (např. promítané dekorace nebo zvukové zesilovače).
Překládal, psal libreta, redigoval časopis Divadlo, psal odborné publikace (Hercova tvář a maska, Hercova technika). Jako scénický výtvarník se od třicátých let prosazoval v zahraničí. V letech 1948 – 1949 působil opět v Polsku, hostoval ve Vratislavi a Poznani. Byl spoluzakladatelem Svazu polských divadelníků.
Byl předsedou Svazu českého herectva a členem výkonného výboru Mezinárodní herecké unie. V letech 1951 až 1954 byl docentem brněnské JAMU (spoluzakladatelem katedry operní režie). Příležitostně také hostoval jako režisér ve Státním divadle v Brně.
Byl otcem flétnisty, muzikologa a dirigenta Milana Munclingera.
Jeho švagr Tibor Honty byl významným českým fotografem.